# Игнатов, Михаил Иванович
Михаил Иванович Игнатов (28 мая 1933, Помоздино — 17 августа 1999) — коми писатель. Член Союза писателей СССР с 1968 года. Написал книги «Васьӧ да Кардинал» («Вася и Кардинал»), «Юсьяс, донаяс, вай жӧ висьталӧй…» («Лебеди, дорогие, скажите же…»), «Ручейки текут в реку».

## Биография
Родился 28 мая 1933 года в деревне Модлапов (коми Мӧдлапов) села Помоздино. Учился в семилетке, а затем — в Ухтинском горном техникуме. Учась там, Михаил начал писать стихи. Участвовал в выпусках рукописного журнала «Молодые побеги».
В 1952 году начал работу в геофизических партиях и экспедициях. Рабочий опыт писателя стоит в основе его рассказов и повестей. Первый рассказ из этого цикла — «Чусалысь шом». В 1959 году он был напечатан в журнале «Войвыв кодзув», а уже в следующем году была выпущена одноимённая книга Игнатова.
В 1967 году Михаил Игнатов окончил своё обучение в литературном институте имени А. М. Горького. На следующий год он вступил в ряды союза писателей СССР.
Скончался 17 августа 1999 года.